# Bar (khoa học máy tính)
Bar là một biến siêu cú pháp được sử dụng nhiều trong khoa học máy tính để đại diện cho những khái niệm trừu tượng và có thể dùng để đại diện cho bất kỳ bộ phận nào của một hệ thống hoặc ý tưởng phức tạp bao gồm dữ liệu, biến số, hàm, và lệnh, v.v. Bar được dùng phổ biến cùng với siêu biến foo và foobar. Từ bar khi được dùng trong khoa học máy tính không có ý nghĩa gì cả mà chỉ đơn thuần là cách đại diện luận lý được dùng phổ biến, cũng giống 'x' và 'y' trong đại số.
Bar bước vào tiếng Anh với vai trò là từ mới nhờ tính phổ biến của nó trong việc mô tả những khái niệm trong khoa học máy tính và tiếp tục trở nên phổ biến trong các ví dụ lập trình máy tính và mã giả.

## Các ví dụ
Giả sử chúng ta có hai hàm: FOO và BAR
```
FOO gọi hàm BAR
BAR trả về dữ liệu có tên FOOBAR
```